# AMD Athlon XP
AMD Athlon XP — x86-сумісний процесор архітектури K7, що став результатом розвитку сімейства процесорів AMD Athlon. Важливою відмінністю Athlon XP від своїх попередників стала підтримка набору інструкцій SSE, яка в комбінації з технологією 3DNow! отримала назву 3DNow! Professional. Також був доопрацьований механізм роботи з віртуальною пам'яттю (TLB) і блок апаратної передвибірки даних з оперативної пам'яті.
Модернізована архітектура K7 отримала маркетингову назву - «QuantiSpeed Architecture». Нова назва була придумана з метою введення для Athlon XP системи PR-рейтингів, відповідно до якоїсь умовної частоти процесора з ядром «Thunderbird», на якій могла бути отримана аналогічна продуктивність. Такий підхід дозволяв оцінювати продуктивність не тільки пропорційно тактовій частоті процесора, а також враховуючи кількість інструкцій, виконуваних за один такт.
Крім самого Athlon XP, до серії XP відносяться процесори Athlon XP-M (Athlon 4), призначені для ноутбуків, і Athlon MP, призначені для серверів. Крім того, частина процесорів Duron, призначених для систем нижнього цінового рівня, являє собою Athlon XP з частково відключеним кешем другого рівня, а процесори Geode NX, призначені для вбудованих систем — Athlon XP із зниженим енергоспоживанням.
Виробництво Athlon XP було розпочато в 2001 році. Наприкінці 2003 року почалося їх поступове витіснення в нижню цінову категорію процесорами архітектури K8, а в 2004 році компанією AMD були представлені нові бюджетні процесори Sempron, частина яких являла собою перейменовані Athlon XP.

## Опис
Процесори сімейства Athlon XP для настільних комп'ютерів і серверів, а також більша частина процесорів для ноутбуків («мобільні»), виконані в корпусі типу FCPGA (розміри корпусу — 49,5 × 49,5 мм) і призначені для установки в системні плати з 462-контактним гніздовим роз'ємом Socket A (процесори мають 453 контакти, так як частина контактних отворів роз'єму закрита).
Корпус процесорів Athlon 4 і ранніх Athlon MP на ядрі Palomino (моделі 1000 і 1200 МГц) має підкладку з керамічного матеріалу, а корпус інших процесорів Athlon XP і MP — з органічного матеріалу (зеленого або коричневого кольору). Перехід на нові матеріали був пов'язаний з тим, що застосування органічної речовини для виготовлення підкладки корпусу дозволяє підвищити стабільність роботи процесорів на більш високих тактових частотах.
Відкритий кристал процесора розташований на лицьовій стороні підкладки корпусу і сполучений з нею за допомогою спеціальної речовини (англ. underfill), що дозволяє компенсувати різницю у швидкості теплового розширення кристала і підкладки. На лицьовій стороні підкладки знаходяться також SMD-елементи (за винятком процесорів на ядрі Palomino, починаючи з моделі 1500 +) і перемички (зазвичай звані містками), що задають напругу живлення, частоту і розмір включеної кеш-пам'яті другого рівня. Перемички розташовуються групами, які мають позначення L1-L11 в процесорах на ядрі Palomino і L1-L12 в процесорах на більш нових ядрах (Thoroughbred, Barton, Thorton). За допомогою графіту або струмопровідного клею оверклокери користувалися перемичками для управління параметрами процесора. У пізніх процесорах Athlon XP використовувалася також «безмісткова» упаковка, в якій конфігураційні перемички приховані під шаром лаку. На звороті підкладки корпусу розташовані контакти, а в процесорах на ядрі Palomino (починаючи з моделі 1500 +) між контактами встановлені SMD-елементи.
Частина мобільних процесорів на ядрах Thoroughbred і Barton випускалася в 563-контактному корпусі типу mPGA (33 × 33 мм). Такі процесори встановлювалися в роз'єм Socket 563, несумісний з роз'ємом Socket A. Корпус типу mPGA також передбачає підкладку з органічного матеріалу і відкритий кристал, проте його габарити менше у порівнянні з корпусом типу FCPGA. Незважаючи на те що процесори в такому корпусі призначені для мобільних комп'ютерів, існує системна плата з роз'ємом Socket 563 для настільних комп'ютерів — PC Chips M863G.
Маркування процесорів на ядрі Palomino нанесене на кристал процесора, а процесорів на більш нових ядрах — на наклейку, розташовану біля кристала. Через те, що процесори сімейства Athlon XP мають відкритий кристал, для запобігання пошкодженням через перекіс радіатора передбачений захист у формі чотирьох круглих прокладок, розташованих у кутах підкладки корпусу. Однак, незважаючи на наявність цих прокладок, при неакуратній установці радіатора (особливо недосвідченими користувачами) кристал отримував тріщини і відколи.
Вплив таких пошкоджень на працездатність процесора залежав від місця відколу. У деяких випадках процесор, що отримав істотні пошкодження кристала (відколи до 2-3 мм з кута), продовжував працювати без збоїв чи з рідкісними збоями, в той же час, процесор з незначними відколами міг повністю вийти з ладу. У тому випадку, якщо відкол припадав на область кешу другого рівня, існувала можливість відключити пошкоджений кеш, змінюючи конфігурацію містків, що відповідають за його розмір. Таким чином процесор Athlon XP набував працездатність, однак фактично працював як процесор Duron (у разі ядра Thoroughbred), або як процесор на ядрі Thorton з меншим рейтингом (у разі ядра Barton).

## Особливості архітектури
Ключовими особливостями процесорів архітектури К7 є:
- Блок цілих обчислень (ALU), що містить три конвеєри глибиною 10 стадій, що дозволяє процесору виконувати до трьох інструкцій за такт.
- Блок дійсночисельних обчислень (FPU), що містить три конвеєри глибиною 15 стадій.
- Системна шина EV6, ліцензована у компанії DEC, що забезпечує передачу даних по обох напрямках тактового сигналу. Це дозволило при фізичній частоті 100—200 МГц отримати ефективну частоту 200—400 МГц, що відповідає пропускній здатності 1,6—3,2 Гбайт/с. Крім того, шина EV6 використовує протокол «точка-точка», що дозволяє організувати ефективну багатопроцесорну систему.
- Кеш-пам'ять першого рівня об'ємом 128 кбайт (64 кбайт кешу інструкцій та 64 кбайт кешу даних).
- Розширений набір інструкцій Extended 3DNow! підтримка набору SSE пізніми представниками архітектури K7.

## Моделі
Першими процесорами сімейства стали мобільні процесори Athlon 4, анонсовані 14 травня 2001 року. 5 червня 2001 року було анонсовано процесори Athlon MP, призначені для використання у багатопроцесорних системах. Перший процесор Athlon XP для настільних комп'ютерів було представлено 9 жовтня 2001 року.
Вперше з 1996 року процесори AMD отримали рейтингову систему позначення моделей. Офіційно рейтинг процесора Athlon XP був прирівняний до тактової частоти процесора Athlon, що має рівну або трохи меншу продуктивність у наборі офісних, графічних та мультимедійних програм, ігор та ігрових бенчмарків. Проте насправді рейтинг показував продуктивність процесорів Athlon XP щодо конкуруючого процесора Intel Pentium 4.
Перші процесори Athlon XP на ядрі Palomino виготовлялися за 180-нм технологією. Подальшим розвитком лінійки стали процесори на ядрі Thoroughbred (130 нм). Ядро Thoroughbred використовувалося також у бюджетних процесорах Sempron. Останнім ядром, використаним у процесорах Athlon XP, стало ядро Barton, яке відрізнялося від ядра Thoroughbred збільшеним розміром кеш-пам'яті другого рівня. Також у процесорах Athlon XP використовувалося ядро Thorton, що було ядро Barton з частково відключеним кешем другого рівня. За своїми характеристиками процесори на ядрі Thorton практично не відрізнялися від процесорів на ядрі Thoroughbred, проте були дорожчими у виробництві за рахунок більшої площі кристала.
Нижче представлені дати анонсу різних моделей процесорів Athlon XP, Athlon MP, Athlon 4 та Mobile Athlon XP (Athlon XP-M), а також їх вартість на момент анонсу.
| Модель      | 1500+         | 1600+         | 1700+         | 1800+         | 1900+            | 2000+        | 2100+           | 2200+          | 2400+          | 2600+          | 2700+         | 2800+         | 2500+          | 3000+          | 3200+          |
| Анонсований | 9 жовтня 2001 | 9 жовтня 2001 | 9 жовтня 2001 | 9 жовтня 2001 | 5 листопада 2001 | 7 січня 2002 | 13 березня 2002 | 10 червня 2002 | 21 серпня 2002 | 21 серпня 2002 | 1 жовтня 2002 | 1 жовтня 2002 | 10 лютого 2003 | 10 лютого 2003 | 13 травня 2003 |
| Ціна, долл. | 130           | 160           | 190           | 252           | 269              | 339          | 420             | 241            | 193            | 297            | 349           | 397           | 169            | 588            | 464            |

| Модель      | 1000         | 1200         | 1500+          | 1600+          | 1800+          | 1900+          | 2000+           | 2100+          | 2200+          | 2400+          | 2600+         | 2800+         |
| Анонсований | 5 липня 2001 | 5 липня 2001 | 15 жовтня 2001 | 15 жовтня 2001 | 15 жовтня 2001 | 12 грудня 2001 | 13 березня 2002 | 19 червня 2002 | 27 серпня 2002 | 10 грудня 2002 | 4 лютого 2003 | 6 травня 2003 |
| Ціна, долл. | 215          | 265          | 180            | 210            | 302            | 319            | 415             | 262            | 224            | 228            | 273           | 275           |

| Тактова частота, МГц | 850            | 900            | 950            | 1000           | 1100           | 1200              | 1300          | 1400            |
| Анонсований          | 14 травня 2001 | 14 травня 2001 | 14 травня 2001 | 14 травня 2001 | 20 серпня 2001 | 12 листопада 2001 | 28 січня 2002 | 13 березня 2002 |
| Ціна, долл.          | 240            | 270            | 350            | 425            | 425            | 525               | 525           | 380             |

| Модель      | 1400+          | 1500+          | 1600+          | 1700+          | 1800+         | 1900+           | 2000+           | 2100+          |
| Анонсований | 17 квітня 2002 | 17 квітня 2002 | 17 квітня 2002 | 17 квітня 2002 | 15 липня 2002 | 24 вересня 2002 | 24 вересня 2002 | 17 травня 2004 |
| Ціна, долл. | 190            | 250            | 380            | 489            | 335           | 239             | 345             | 97             |

### Athlon XP

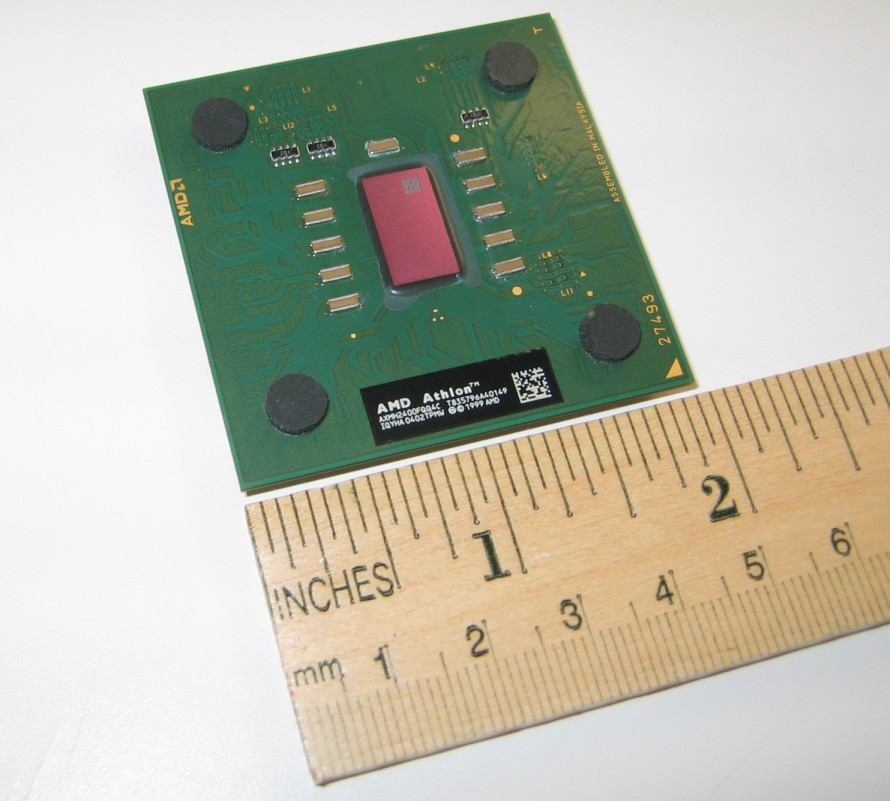
Athlon XP (Barton) в «безмістковій» упаковці

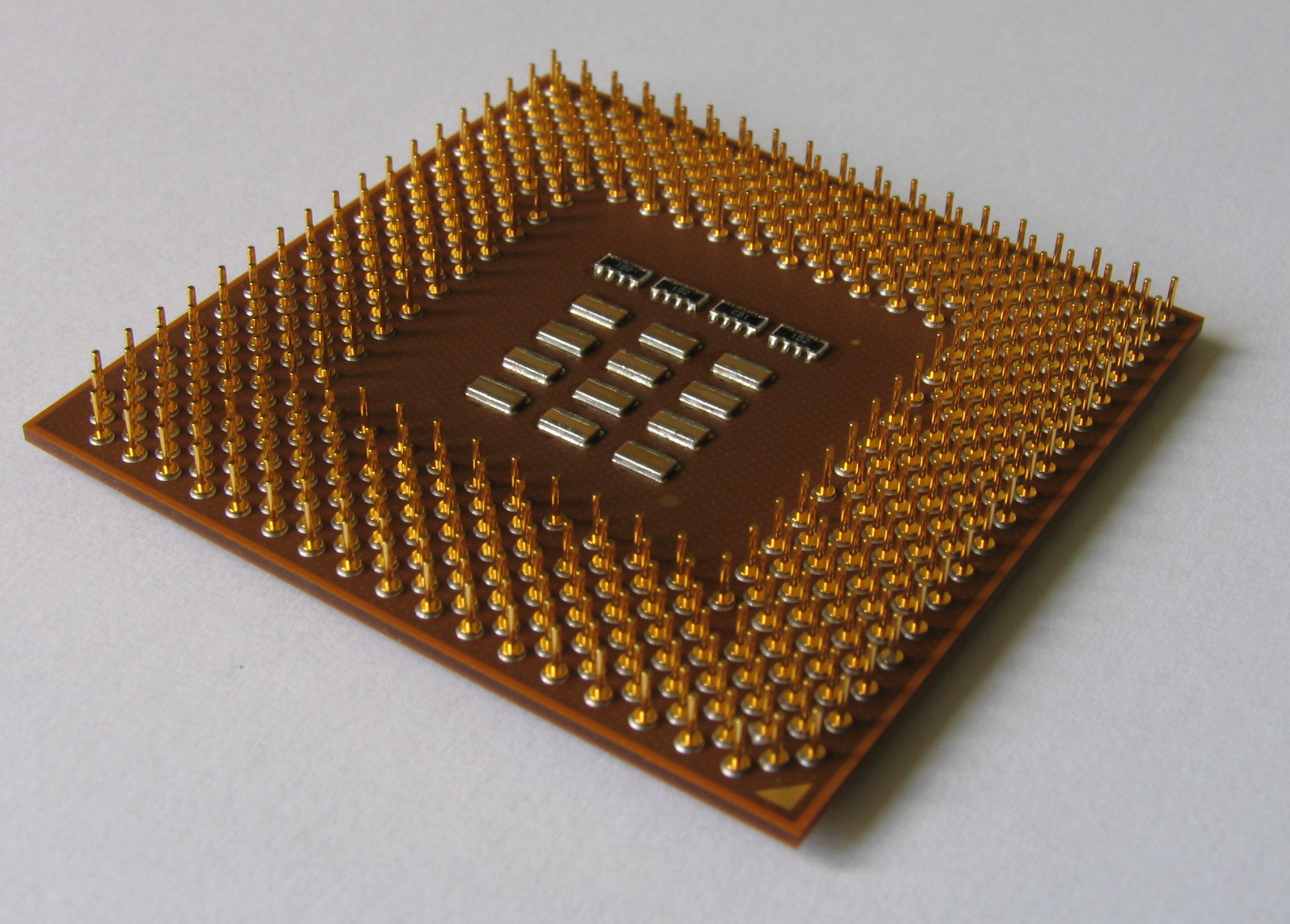
Athlon XP в корпусі з органічною підкладкою (вигляд зі сторони контактів)

#### Palomino (Model 6)
Процесори Athlon XP на ядрі Palomino були представлені AMD у жовтні 2001 року і являли собою модернізоване ядро Thunderbird, що використовувалося процесорами Athlon. Також як і процесори Athlon, Athlon XP мали розділений кеш першого рівня, обсяг якого становив 128 Кбайт (по 64 Кбайт на дані та інструкції), і вбудований об'єднаний кеш другого рівня об'ємом 256 Кбайт, як і раніше мав 64-бітну шину.
Основними нововведеннями, представленими у ядрі Palomino, були блок інструкцій SSE, і навіть механізм апаратної передвиборки даних (hardware prefetch). Завдяки цим нововведенням продуктивність процесорів Athlon XP на ядрі Palomino на 2-5 відсотків перевищувала продуктивність процесорів Athlon на ядрі Thunderbird за однакової тактової частоти.
Крім того, процесори Athlon XP мали вбудований датчик температури (термодіод), що дозволяло при використанні системної плати, що підтримує роботу з цим датчиком, організувати ефективніший захист від перегріву, ніж при використанні зовнішнього термодатчика. Однак через те, що небагато системних плат мали таку можливість, а в процесорах був відсутній вбудований механізм аварійного вимикання, ефективність термозахисту, як і у процесорів Athlon, залишалася низькою.
Процесори Athlon XP на ядрі Palomino випускалися за 180-нм технологією та містили 37,5 млн транзисторів. Площа кристала при цьому становила 129 мм². Процесори працювали з ефективною частотою системної шини (FSB) 266 МГц. Напруга ядра процесорів на ядрі Palomino складала 1,75 В, максимальне тепловиділення — 72 Вт (на частоті 1733 МГц, модель 2100+).

#### Thoroughbred (Model 8)
Ядро Thoroughbred являло собою ядро Palomino, вироблене за новою 130-нм технологією. Архітектура ядра у своїй залишилася незмінною. Планувалося, що процесори на ядрі Thoroughbred будуть представлені на початку 2002 року, але через технологічні проблеми анонс неодноразово переносився на пізніший термін. Офіційно процесори Athlon XP на ядрі Thoroughbred були представлені 10 червня 2002 року, проте компанія AMD не могла забезпечити їхнє масове постачання протягом декількох місяців після анонсу.
Максимальна тактова частота, яку змогли досягти процесори на ядрі Thoroughbred першої версії, становила 1800 МГц (для порівняння, старша модель Athlon XP на ядрі Palomino працювала на частоті 1733 МГц), тому восени 2002 року компанія AMD випустила оновлену версію ядра Thoroughbred (ревізія B0). Старша модель Athlon XP на ядрі Thoroughbred ревізії B0 працювала на частоті 2200 МГц (дана модель була призначена тільки для ринку OEM і не надійшла до широкого продажу). Серед користувачів процесори з ядром першої ревізії (A0) зазвичай називали Thoroughbred-A, а процесори з ядром ревізії B0 — Thoroughbred-B.
Завдяки високому частотному потенціалу та низькій ціні, молодші процесори на ядрі Thoroughbred-B користувалися популярністю серед оверклокерів. Крім того, ранні процесори на цьому ядрі мали вільний множник, що значно спрощувало їхній розгін.
Першу і другу ревізії розрізняли по CPU Id процесора (процесори на ядрі Thoroughbred-A мали CPU Id 0x680h, а на ядрі Thoroughbred-B — 0x681h), а також за його маркуванням (п'ята буква в другому рядку маркування вказувала на ревізію ядра) наприклад, AIUGA0247UPMW и JIUHB0251XPMW).
Процесори Athlon XP на ядрі Thoroughbred випускалися за 130-нм технологією та містили 37,2 млн транзисторів. Площа кристала процесорів ревізії A0 при цьому становила 80,89 мм², а ревізії B0 — 84,66 мм². Процесори працювали з частотою системної шини 266 чи 333 МГц, напруга ядра становила 1,5—1,65 В залежність від моделі, максимальне тепловиділення — 68,3 Вт (на частоті 2167 МГц, модель 2700+).
Наприкінці 2002 року з'явилася інформація про випуск компанією AMD третьої ревізії ядра Thoroughbred — C0 (CPU Id 0x682h), яка мала вироблятися з використанням технології SOI, мати більшу площу ядра (86,97 мм²) і працювати на вищій частоті, проте в офіційній документації компанії AMD згадки про цю ревізію відсутні.
Крім процесорів Athlon XP, ядро Thoroughbred використовувалося в молодших моделях процесорів Sempron, в процесорах Duron і в процесорі Geode NX, що вбудовується. Ядро, що використовувалося в процесорах Duron, мало власну назву Applebred і являло собою Thoroughbred з частково відключеним кешем другого рівня.
Процесори Geode NX, як і раніше, випускаються компанією AMD і працюють на частотах 667—1400 МГц, мають напругу ядра 1—1,25 В і типове тепловиділення 8—14,3 Вт (максимальне — 25 Вт на частоті 1400 МГц).

#### Barton (Model 10)
Barton — останнє ядро, що використовувалося у процесорах Athlon XP. Воно було представлене в лютому 2003 року і являло собою ядро Thoroughbred зі збільшеною до 512 Кбайт кеш-пам'яттю другого рівня. Процесори на ядрі Barton містили 51,3 млн транзисторів, вироблялися за 130-нм технологією і мали площу кристала 100,99 мм². Напруга ядра становила 1,65 В, максимальне тепловиділення — 79,2 Вт (на частоті 2333 МГц). Планувалося, що процесори на ядрі Barton будуть вироблятися із застосуванням технології SOI (кремній на ізоляторі), що дозволяє збільшити тактові частоти та знизити тепловиділення процесорів, проте восени 2002 року було оголошено, що технологія SOI не застосовуватиметься під час виробництва процесорів Athlon XP.
Процесори Athlon XP на ядрі Barton працювали з частотою системної шини 333 і 400 МГц, проте існували моделі, не призначені для роздрібного продажу (моделі на ринку OEM, що поставляються компаніям-збирачам готових систем), що мають частоту системної шини 266 МГц. Максимальна тактова частота ядра масових процесорів становила 2200 МГц (модель 3200+), однак, існував процесор з частотою 2333 МГц (частота системної шини — 333 МГц, рейтинг — 3200+), випущений спеціально для компанії Hewlett-Packard, який використовувався в комп'ютерах бізнес-серії «d325». Спеціально для компанії SystemMax була випущена модель 2900+, що мала тактову частоту 2000 МГц.
Крім процесорів Athlon XP, ядро Barton використовувалося також у деяких процесорах AMD Sempron. Ядро Barton з частково відключеним кешем другого рівня мало власну назву — Thorton, проте фізично від «повноцінного» Barton не відрізнялося.

#### Thorton (Model 10)
Процесори Athlon XP на ядрі Thorton з'явилися на ринку восени 2003 року. Це були процесори на ядрі Barton з частково відключеним кешем другого рівня (256 Кбайт). Якщо відключена частина кеш-пам'яті була працездатною, а упаковка процесора дозволяла маніпуляції з конфігураційними містками, існувала можливість включення всіх 512 Кбайт кешу другого рівня. Таким чином процесор на ядрі Thorton перетворювався на процесор на ядрі Barton.
Старші моделі Athlon XP на ядрі Thorton (2400+, 2600+ та 3100+), як і процесори на ядрі Barton, мали напругу ядра 1,65 В, молодші (2000+ та 2200+) — знижену до 1,5 або 1, 6 В залежності від партії. Усі Athlon XP на ядрі Thorton працювали з частотою системної шини 266 МГц, крім моделі 3000+ (400 МГц) і деяких 2600+ (333 МГц). Максимальне тепловиділення було знижено проти процесорами на ядрі Barton і становило 60,3—68,3 Вт залежно від моделі.
Крім процесорів Athlon XP, ядро Thorton деякий час використовувалося в бюджетних процесорах Sempron, проте через більшу площу кристала і більш високу собівартість процесорів на цьому ядрі в порівнянні з ядром Thoroughbred, що мало аналогічні характеристики, AMD відмовилася від використання ядра Thorton на користь ядра Thoroughbred ревізії «B0».

### Athlon MP

Офіційний логотип Athlon MP

Процесори Athlon MP (абревіатура «MP» у назві процесора розшифровується як MultiProcessor) призначалися для роботи в двохпроцесорних системах і являли собою процесори Athlon XP з включеною підтримкою двохпроцесорної конфігурації (зокрема, протоколу MOESI, що дозволяє двом процесорам організувати обмін даними через кеш-пам'ять другого рівня, а не через системну пам'ять). В основі цих процесорів лежали ядра Palomino, Thoroughbred та Barton.
Всі процесори Athlon MP працювали з частотою системної шини 266 МГц, напруга ядра становила 1,75 В для процесорів на ядрі Palomino, 1,6—1,65 В для процесорів на ядрі Thoroughbred і 1,6 В для процесорів на ядрі Barton. Максимальне тепловиділення становило 46,1-66 Вт для процесорів на ядрі Palomino та 60 Вт для процесорів на ядрах Thoroughbred та Barton.
На основі ядра Palomino випускалися моделі Athlon MP 1000 МГц, 1200 МГц, 1500+ (1333 МГц), 1600+ (1400 МГц), 1800+ (1533 МГц), 1900+ (1600 МГц), 2100+ (1733 МГц). Ядро Thoroughbred лежало в основі моделей Athlon MP 2000+ (1667 МГц), 2200+ (1800 МГц), 2400+ (2000 МГц) та 2600+ (2133 МГц). Моделі 2600+ (2000 МГц) та 2800+ (2133 МГц), ті що мали 512 Кбайт кеш-пам'яті другого рівня, випускалися на базі ядра Barton.
Продуктивність процесорів Athlon MP практично не відрізнялася від продуктивності Athlon XP з аналогічними характеристиками. Крім того, багато процесорів Athlon XP (виняток становили процесори в «безмістковій» упаковці) могли отримати підтримку багатопроцесорності шляхом зміни стану конфігураційних містків. З урахуванням вищої ціни Athlon MP, використання Athlon XP у двохпроцесорної конфігурації було вигідним для пересічних користувачів (проте, на перероблені в такий спосіб процесори не поширювалися гарантійні зобов'язання компанії AMD, що в багатьох випадках робило цей випадок неприйнятним).

### Mobile Athlon 4
Мобільний Athlon 4 став першим випущеним компанією AMD процесором із архітектурою QuantiSpeed. В його основі лежало ядро Corvette, аналогічне ядру Palomino, що пізніше використовувалося в настільних процесорах Athlon XP. Основними відмінностями процесорів Athlon 4 від Athlon XP було використання керамічного корпусу, знижене до 1,2-1,6 В напруга живлення, нижче тепловиділення (25 Вт у стандартних процесорів і 35 Вт у процесорів для ноутбуків класу DTR), а також підтримка енергоощадної технології PowerNow! Усі процесори Athlon 4 працювали із частотою системної шини 200 МГц.

### Mobile Athlon XP (Athlon XP-M)

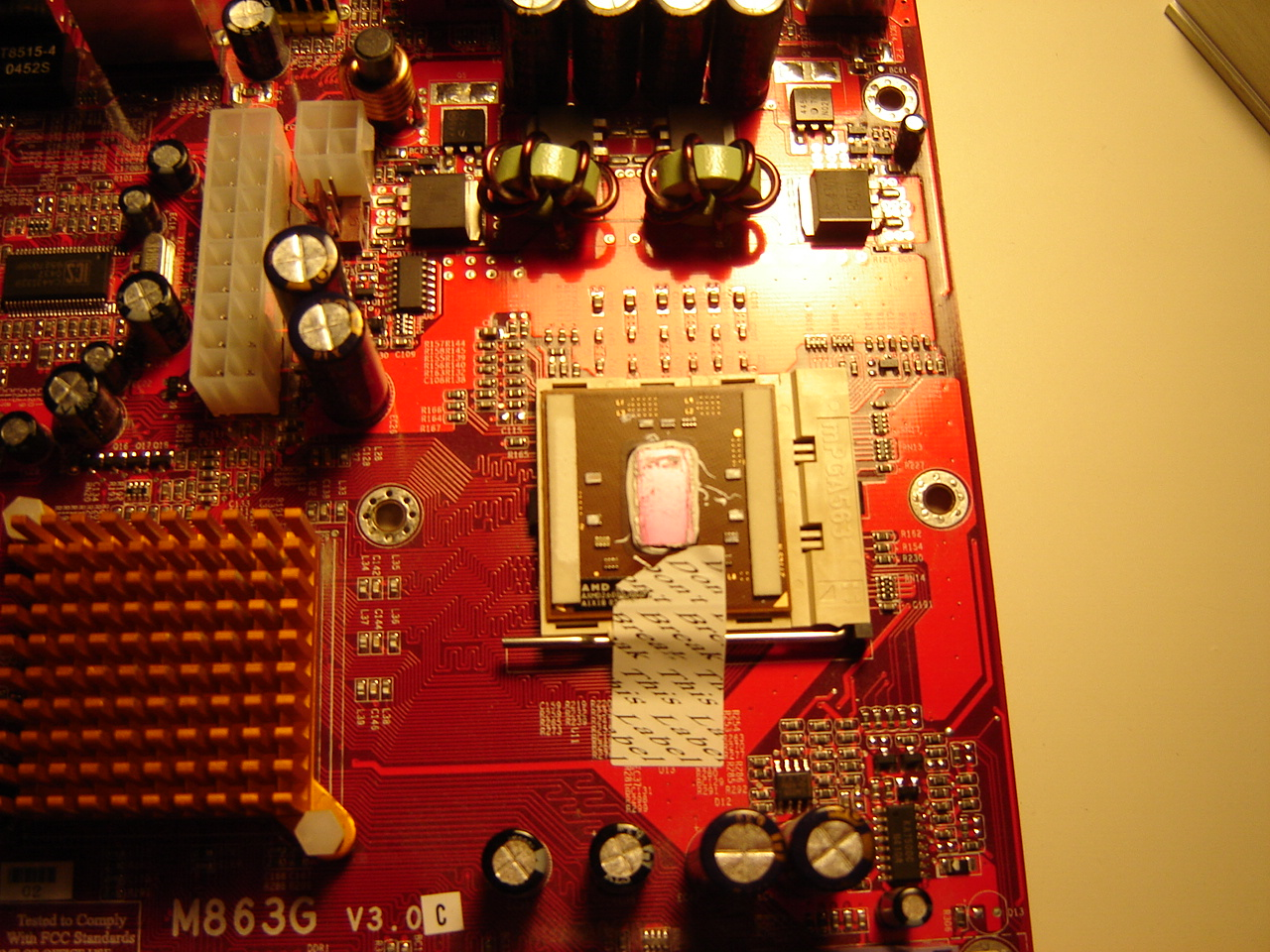
Athlon XP-M (Socket 563) і M863G

Процесори Athlon XP-M (перші моделі на ядрі Thoroughbred називалися Mobile Athlon XP) являли собою процесори на ядрах Thoroughbred і Barton, що мають знижену напругу живлення та тепловиділення, енергоощадну технологію PowerNow! і вільний множник, необхідний для її роботи. Максимально допустима температура корпусу була підвищена порівняно з процесорами для настільних комп'ютерів і становила 100 ° C (у Athlon XP - 90 ° C), що було пов'язано з умовами роботи в ноутбуці (невеликий повітряний простір та розміри радіатора, слабкіший повітряний потік). Мобільні процесори Athlon XP працювали із частотою системної шини 200 або 266 МГц залежно від моделі.
Існувало кілька модифікацій мобільних процесорів Athlon XP залежно від максимального тепловиділення (TDP):
- Mobile Athlon XP Balanced. Призначалися для використання у легких ноутбуках та відрізнялися зниженим енергоспоживанням. Максимальне тепловиділення – 25 Вт, напруга ядра – від 1,25 до 1,3 В залежно від моделі.
- Mobile Athlon XP Standard. Призначалися для використання у ноутбуках різних класів. Максимальне тепловиділення – 35 Вт, напруга ядра – від 1,4 до 1,45 В залежно від моделі.
- Athlon XP-M Low Voltage. Призначалися для використання в легких ноутбуках, мали напругу ядра від 1,1 до 1,35. Залежно від моделі, максимальне тепловиділення становило 35 Вт.
- Athlon XP-M Mainstream. Призначалися для використання у ноутбуках різних класів. Процесори на ядрі Thoroughbred мали TDP 45 Вт та напругу ядра 1,4-1,55 В залежно від моделі. Процесори на ядрі Barton мали TDP 45 Вт та напругу ядра 1,45 В. Крім того, існували моделі з TDP 53 Вт та напругою ядра 1,55 В.
- Athlon XP-M DTR. Призначалися для використання у ноутбуках класу DTR. TDP таких процесорів – 72 Вт. Напруга ядра становила 1,6-1,65 В залежно від моделі.

Останні моделі процесорів Athlon XP-M мали архітектуру K8 (ядро Dublin). Згодом ці процесори були перейменовані на Mobile Sempron.

## Технічні характеристики
| [ 20 ]                                             | Palomino                                                                           | Corvette                                                                           | Thoroughbred                                                                       | Thoroughbred                                                                       | Barton                                                                             | Barton                                                                             | Thorton                                                                            |
| -------------------------------------------------- | ---------------------------------------------------------------------------------- | ---------------------------------------------------------------------------------- | ---------------------------------------------------------------------------------- | ---------------------------------------------------------------------------------- | ---------------------------------------------------------------------------------- | ---------------------------------------------------------------------------------- | ---------------------------------------------------------------------------------- |
| [ 20 ]                                             | Настільний                                                                         | Мобільний                                                                          | Настільний                                                                         | Мобільний                                                                          | Настільний                                                                         | Мобільний                                                                          | Настільний                                                                         |
| Тактова частота                                    |                                                                                    |                                                                                    |                                                                                    |                                                                                    |                                                                                    |                                                                                    |                                                                                    |
| Частота ядра, МГц                                  | 1333—1733                                                                          | 850—1400                                                                           | 1400—2200                                                                          | 1200—2133                                                                          | 1833—2333                                                                          | 1667—2200                                                                          | 1667—2200                                                                          |
| Частота FSB, МГц                                   | 266                                                                                | 200                                                                                | 266—333                                                                            | 200—266                                                                            | 266—400                                                                            | 266                                                                                | 266—400                                                                            |
|                                                    |                                                                                    |                                                                                    |                                                                                    |                                                                                    |                                                                                    |                                                                                    |                                                                                    |
| Характеристики ядра                                |                                                                                    |                                                                                    |                                                                                    |                                                                                    |                                                                                    |                                                                                    |                                                                                    |
| Набір інструкцій                                   | IA-32, MMX, 3DNow!, Extended 3DNow!, SSE                                           | IA-32, MMX, 3DNow!, Extended 3DNow!, SSE                                           | IA-32, MMX, 3DNow!, Extended 3DNow!, SSE                                           | IA-32, MMX, 3DNow!, Extended 3DNow!, SSE                                           | IA-32, MMX, 3DNow!, Extended 3DNow!, SSE                                           | IA-32, MMX, 3DNow!, Extended 3DNow!, SSE                                           | IA-32, MMX, 3DNow!, Extended 3DNow!, SSE                                           |
| Розрядність регістрів                              | 32 біт (цілочисленні), 80 біт (дійсночисельні), 64 біт (MMX)                       | 32 біт (цілочисленні), 80 біт (дійсночисельні), 64 біт (MMX)                       | 32 біт (цілочисленні), 80 біт (дійсночисельні), 64 біт (MMX)                       | 32 біт (цілочисленні), 80 біт (дійсночисельні), 64 біт (MMX)                       | 32 біт (цілочисленні), 80 біт (дійсночисельні), 64 біт (MMX)                       | 32 біт (цілочисленні), 80 біт (дійсночисельні), 64 біт (MMX)                       | 32 біт (цілочисленні), 80 біт (дійсночисельні), 64 біт (MMX)                       |
| Глибина конвейера                                  | Цілочисленні: 10 стадій, дійсночисельні: 15 стадій                                 | Цілочисленні: 10 стадій, дійсночисельні: 15 стадій                                 | Цілочисленні: 10 стадій, дійсночисельні: 15 стадій                                 | Цілочисленні: 10 стадій, дійсночисельні: 15 стадій                                 | Цілочисленні: 10 стадій, дійсночисельні: 15 стадій                                 | Цілочисленні: 10 стадій, дійсночисельні: 15 стадій                                 | Цілочисленні: 10 стадій, дійсночисельні: 15 стадій                                 |
| Розрядність ША                                     | 43 біт                                                                             | 43 біт                                                                             | 43 біт                                                                             | 43 біт                                                                             | 43 біт                                                                             | 43 біт                                                                             | 43 біт                                                                             |
| Розрядність ШД                                     | 64 біт + 8 биі ECC                                                                 | 64 біт + 8 биі ECC                                                                 | 64 біт + 8 биі ECC                                                                 | 64 біт + 8 биі ECC                                                                 | 64 біт + 8 биі ECC                                                                 | 64 біт + 8 биі ECC                                                                 | 64 біт + 8 биі ECC                                                                 |
| Кількість транзисторів, млн                        | 37,5                                                                               | 37,5                                                                               | 37,2                                                                               | 37,2                                                                               | 54,3                                                                               | 54,3                                                                               | 54,3                                                                               |
|                                                    |                                                                                    |                                                                                    |                                                                                    |                                                                                    |                                                                                    |                                                                                    |                                                                                    |
| Кеш L1                                             |                                                                                    |                                                                                    |                                                                                    |                                                                                    |                                                                                    |                                                                                    |                                                                                    |
| Кеш даних                                          | 64 Кбайт, 2-канальний набірно-асоціативний, довжина рядка — 64 байта, двохпортовий | 64 Кбайт, 2-канальний набірно-асоціативний, довжина рядка — 64 байта, двохпортовий | 64 Кбайт, 2-канальний набірно-асоціативний, довжина рядка — 64 байта, двохпортовий | 64 Кбайт, 2-канальний набірно-асоціативний, довжина рядка — 64 байта, двохпортовий | 64 Кбайт, 2-канальний набірно-асоціативний, довжина рядка — 64 байта, двохпортовий | 64 Кбайт, 2-канальний набірно-асоціативний, довжина рядка — 64 байта, двохпортовий | 64 Кбайт, 2-канальний набірно-асоціативний, довжина рядка — 64 байта, двохпортовий |
| Кеш інструкцій                                     | 64 Кбайт, 2-канальний набірно-асоціативний, довжина рядка — 64 байта               | 64 Кбайт, 2-канальний набірно-асоціативний, довжина рядка — 64 байта               | 64 Кбайт, 2-канальний набірно-асоціативний, довжина рядка — 64 байта               | 64 Кбайт, 2-канальний набірно-асоціативний, довжина рядка — 64 байта               | 64 Кбайт, 2-канальний набірно-асоціативний, довжина рядка — 64 байта               | 64 Кбайт, 2-канальний набірно-асоціативний, довжина рядка — 64 байта               | 64 Кбайт, 2-канальний набірно-асоціативний, довжина рядка — 64 байта               |
|                                                    |                                                                                    |                                                                                    |                                                                                    |                                                                                    |                                                                                    |                                                                                    |                                                                                    |
| Кеш L2                                             |                                                                                    |                                                                                    |                                                                                    |                                                                                    |                                                                                    |                                                                                    |                                                                                    |
| Об'єм, Кбайт                                       | 256                                                                                | 256                                                                                | 256                                                                                | 256                                                                                | 512                                                                                | 512                                                                                | 256                                                                                |
| Частота                                            | частота ядра                                                                       | частота ядра                                                                       | частота ядра                                                                       | частота ядра                                                                       | частота ядра                                                                       | частота ядра                                                                       | частота ядра                                                                       |
| Розрядність BSB                                    | 64 біт + 8 біт ECC                                                                 | 64 біт + 8 біт ECC                                                                 | 64 біт + 8 біт ECC                                                                 | 64 біт + 8 біт ECC                                                                 | 64 біт + 8 біт ECC                                                                 | 64 біт + 8 біт ECC                                                                 | 64 біт + 8 біт ECC                                                                 |
| Організація                                        | Об'єднаний, набірно-асоціативний, ексклюзивний; довжина рядка — 64 байти           | Об'єднаний, набірно-асоціативний, ексклюзивний; довжина рядка — 64 байти           | Об'єднаний, набірно-асоціативний, ексклюзивний; довжина рядка — 64 байти           | Об'єднаний, набірно-асоціативний, ексклюзивний; довжина рядка — 64 байти           | Об'єднаний, набірно-асоціативний, ексклюзивний; довжина рядка — 64 байти           | Об'єднаний, набірно-асоціативний, ексклюзивний; довжина рядка — 64 байти           | Об'єднаний, набірно-асоціативний, ексклюзивний; довжина рядка — 64 байти           |
| Асоціативність                                     | 16-канальний                                                                       | 16-канальний                                                                       | 16-канальний                                                                       | 16-канальний                                                                       | 16-канальний                                                                       | 16-канальний                                                                       | 16-канальний                                                                       |
|                                                    |                                                                                    |                                                                                    |                                                                                    |                                                                                    |                                                                                    |                                                                                    |                                                                                    |
| Інтерфейс                                          |                                                                                    |                                                                                    |                                                                                    |                                                                                    |                                                                                    |                                                                                    |                                                                                    |
| Роз'єм                                             | Socket A                                                                           | Socket A                                                                           | Socket A                                                                           | Socket A, Socket 563                                                               | Socket A                                                                           | Socket A, Socket 563                                                               | Socket A                                                                           |
| Корпус                                             | FCPGA                                                                              | FCPGA                                                                              | FCPGA                                                                              | FCPGA, mPGA                                                                        | FCPGA                                                                              | FCPGA, mPGA                                                                        | FCPGA                                                                              |
| Шина                                               | EV6 (DDR)                                                                          | EV6 (DDR)                                                                          | EV6 (DDR)                                                                          | EV6 (DDR)                                                                          | EV6 (DDR)                                                                          | EV6 (DDR)                                                                          | EV6 (DDR)                                                                          |
|                                                    |                                                                                    |                                                                                    |                                                                                    |                                                                                    |                                                                                    |                                                                                    |                                                                                    |
| Технологічні, електричні та теплові характеристики |                                                                                    |                                                                                    |                                                                                    |                                                                                    |                                                                                    |                                                                                    |                                                                                    |
| Технологія виробництва                             | 180 нм КМОН (мідні з'єднання )                                                     | 180 нм КМОН (мідні з'єднання )                                                     | 130 нм КМОН (мідні з'єднання )                                                     | 130 нм КМОН (мідні з'єднання )                                                     | 130 нм КМОН (мідні з'єднання )                                                     | 130 нм КМОН (мідні з'єднання )                                                     | 130 нм КМОН (мідні з'єднання )                                                     |
| Площа кристала, мм²                                | 129,26                                                                             | 129,26                                                                             | 80,89 (A0) 84,66 (B0)                                                              | 80,89 (A0) 84,66 (B0)                                                              | 100,99                                                                             | 100,99                                                                             | 100,99                                                                             |
| Напруга ядра, В                                    | 1,75                                                                               | 1,2—1,6                                                                            | 1,5—1,65                                                                           | 1,1—1,65                                                                           | 1,6—1,65                                                                           | 1,3—1,65                                                                           | 1,5—1,65                                                                           |
| Напруга кеша L2, В                                 | напруга ядра                                                                       | напруга ядра                                                                       | напруга ядра                                                                       | напруга ядра                                                                       | напруга ядра                                                                       | напруга ядра                                                                       | напруга ядра                                                                       |
| Напруга ланцюгів введення-виводу, В                | 1,6                                                                                | 1,6                                                                                | 1,6                                                                                | 1,6                                                                                | 1,6                                                                                | 1,6                                                                                | 1,6                                                                                |
| Максимальне тепловиділення, Вт                     | 72                                                                                 | 25 35 (DTR)                                                                        | 68,3                                                                               | 35 (LV) 45 72 (DTR)                                                                | 79,2                                                                               | 35 (LV) 53 72 (DTR)                                                                | 68,3                                                                               |
| Енергоощадні технології                            | —                                                                                  | PowerNow!                                                                          | —                                                                                  | PowerNow!                                                                          | —                                                                                  | PowerNow!                                                                          | —                                                                                  |

## Найменування моделей
Маркування процесорів Athlon XP та Athlon MP складається з трьох рядків. Перший рядок є найменуванням моделі (Ordering Part Number, OPN), другий містить інформацію про ревізію ядра процесора (степінг-код, перші п'ять символів рядка) і дату його випуску (рік і тиждень, два двозначні числа після степінг-коду), третя - інформацію про партію процесорів. У процесорів, маркування яких розташовується на наклейці, третій рядок розташований навпроти першого у другій колонці.
Розшифровка рядка найменування моделі процесорів Athlon XP/MP, мобільних процесорів Athlon 4 та Mobile Athlon XP з різними ядрами:
| Процесор                      | Ядро                           | Маркування    | Розшифровка |
| ----------------------------- | ------------------------------ | ------------- | --- |
| Athlon XP                     | Palomino                       | AXzzzzDMT3C   | AXzzzzDMT3C |
| Athlon XP                     | Palomino                       | AX            | процесор Athlon XP |
| Athlon XP                     | Palomino                       | zzzz          | рейтинг |
| Athlon XP                     | Palomino                       | D             | тип корпуса (органічний PGA) |
| Athlon XP                     | Palomino                       | M             | напруга живлення (1,75 В) |
| Athlon XP                     | Palomino                       | T             | максимальна температура корпуса (90 °C) |
| Athlon XP                     | Palomino                       | 3             | об'єм кеш-пам'яті другого рівня (256 Кбайт) |
| Athlon XP                     | Palomino                       | C             | частота системної шини (266 МГц) |
| Athlon XP                     | Thoroughbred                   | AXmmzzzzDxy3b | AXmmzzzzDxy3b |
| Athlon XP                     | Thoroughbred                   | AX            | процесор Athlon XP |
| Athlon XP                     | Thoroughbred                   | mm            | тип процесора (DA — настільний, LD — с заниженим енергоспоживанням)                                                                                         |
| Athlon XP                     | Thoroughbred                   | zzzz          | рейтинг |
| Athlon XP                     | Thoroughbred                   | D             | тип корпуса (органічний PGA) |
| Athlon XP                     | Thoroughbred                   | x             | напруга живлення (V — 1,4 В; Q — 1,45 В; L — 1,5 В; U — 1,6 В; K — 1,65 В; M — 1,75 В)                                                                      |
| Athlon XP                     | Thoroughbred                   | y             | максимальна температура корпуса (V — 85 °C, T — 90 °C) |
| Athlon XP                     | Thoroughbred                   | 3             | об'єм кеш-пам'яті другого рівня (256 Кбайт) |
| Athlon XP                     | Thoroughbred                   | b             | частота системної шини (C — 266 МГц, D — 333 МГц) |
| Athlon XP                     | Barton, Thorton                | AXmmzzzzDxycb | AXmmzzzzDxycb |
| Athlon XP                     | Barton, Thorton                | AX            | процесор Athlon XP |
| Athlon XP                     | Barton, Thorton                | mm            | тип процесора (DA — настільний Barton, DC — настільний Thorton, DL — Barton с заниженим енергоспоживання)                                                   |
| Athlon XP                     | Barton, Thorton                | zzzz          | рейтинг |
| Athlon XP                     | Barton, Thorton                | D             | тип корпуса (органічний PGA) |
| Athlon XP                     | Barton, Thorton                | x             | напруга живлення (L — 1,5 В; U — 1,6 В; K — 1,65 В) |
| Athlon XP                     | Barton, Thorton                | y             | максимальна температура корпуса (V — 85 °C, T — 90 °C) |
| Athlon XP                     | Barton, Thorton                | c             | об'єм кеш-пам'яті другого рівня (3 — 256 Кбайт, 4 — 512 Kb)                                                                                                 |
| Athlon XP                     | Barton, Thorton                | b             | частота системної шини (C — 266 МГц, D — 333 МГц, E — 400 МГц)                                                                                              |
| Athlon MP                     | Palomino, Thoroughbred, Barton | AnnzzzzpxyrC  | AnnzzzzpxyrC |
| Athlon MP                     | Palomino, Thoroughbred, Barton | A             | процесор Athlon MP |
| Athlon MP                     | Palomino, Thoroughbred, Barton | nn            | тип процесора (HX, MP — Palomino; SN — Thoroughbred, Barton)                                                                                                |
| Athlon MP                     | Palomino, Thoroughbred, Barton | zzzz          | рейтинг |
| Athlon MP                     | Palomino, Thoroughbred, Barton | p             | тип корпуса (A — керамічний PGA, D — органічний PGA) |
| Athlon MP                     | Palomino, Thoroughbred, Barton | x             | напруга живлення (U — 1,6 В; K — 1,65 В; M — 1,75 В) |
| Athlon MP                     | Palomino, Thoroughbred, Barton | y             | максимальна температура корпуса (90 °C) |
| Athlon MP                     | Palomino, Thoroughbred, Barton | r             | об'єм кеш-пам'яті другого рівня (3 — 256 Кбайт, 4 — 512 Кбайт)                                                                                              |
| Athlon MP                     | Palomino, Thoroughbred, Barton | C             | частота системної шини (266 МГц) |
| Mobile Athlon 4               | Corvette                       | AzzzzAxy3B    | AzzzzAxy3B |
| Mobile Athlon 4               | Corvette                       | A             | процесор Athlon 4 |
| Mobile Athlon 4               | Corvette                       | zzzz          | тактова частота, МГц |
| Mobile Athlon 4               | Corvette                       | A             | тип корпуса (керамічний PGA) |
| Mobile Athlon 4               | Corvette                       | x             | напруга живлення (J — 1,35 В; V — 1,4 В; Q — 1,45 В; L — 1,5 В; H — 1,55 В; U — 1,6 В)                                                                      |
| Mobile Athlon 4               | Corvette                       | y             | максимальна температура корпуса (T — 90 °C; S — 95 °C; Q — 100 °C)                                                                                          |
| Mobile Athlon 4               | Corvette                       | 3             | об'єм кеш-пам'яті другого рівня (256 Кбайт) |
| Mobile Athlon 4               | Corvette                       | B             | частота системної шини (200 МГц) |
| Mobile Athlon XP, Athlon XP-M | Thoroughbred, Barton           | AXMhzzzzpxycb | AXMhzzzzpxycb |
| Mobile Athlon XP, Athlon XP-M | Thoroughbred, Barton           | AXM           | процесор Mobile Athlon XP / Athlon XP-M |
| Mobile Athlon XP, Athlon XP-M | Thoroughbred, Barton           | h             | TDP (L — 16 Вт, S — 25 Вт, T — 27 Вт, D — 35 Вт, H — 45 Вт, G — 47 Вт, J — 53 Вт, A — 72 Вт)                                                                |
| Mobile Athlon XP, Athlon XP-M | Thoroughbred, Barton           | zzzz          | рейтинг |
| Mobile Athlon XP, Athlon XP-M | Thoroughbred, Barton           | p             | тип корпуса (F — органічний PGA, G — mPGA) |
| Mobile Athlon XP, Athlon XP-M | Thoroughbred, Barton           | x             | напруга живлення (Y — 1,1 В; C — 1,15 В; T — 1,2 В; X — 1,25 В; W — 1,3 В; J — 1,35 В; V — 1,4 В; Q — 1,45 В; L — 1,5 В; H — 1,55 В; U — 1,6 В; K — 1,65 В) |
| Mobile Athlon XP, Athlon XP-M | Thoroughbred, Barton           | y             | максимальна температура корпуса (T — 90 °C, S — 95 °C, Q — 100 °C)                                                                                          |
| Mobile Athlon XP, Athlon XP-M | Thoroughbred, Barton           | c             | об'єм кеш-пам'яті другого рівня (3 — 256 Кбайт, 4 — 512 Кбайт)                                                                                              |
| Mobile Athlon XP, Athlon XP-M | Thoroughbred, Barton           | b             | частота системної шини (B — 200 МГц, C — 266 МГц, D — 333 МГц)                                                                                              |

## Ревізія ядер процесорів
Palomino
| Ревізія | CPU Id | Степінг-коди                                                                       |
| ------- | ------ | ---------------------------------------------------------------------------------- |
| A0      | 0x660h | AGBCA, AGDCA, AGKDA, AGKFA, AGKGA, AGNGA, AGOGA, AGOIA, AGTIA, AQDCA, ARKGA, AROIA |
| A2      | 0x661h | AGBCA, AGDCA, AGKDA, AGKFA, AGKGA, AGNGA, AGOGA, AGOIA, AGTIA, AQDCA, ARKGA, AROIA |
| A5      | 0x662h | AGBCA, AGDCA, AGKDA, AGKFA, AGKGA, AGNGA, AGOGA, AGOIA, AGTIA, AQDCA, ARKGA, AROIA |

Thoroughbred
| Ревізія | CPU Id | Степінг-коди |
| ------- | ------ | --- |
| A0      | 0x680h | AIPAA, AIPCA, AIPDA, AIRCA, AIRDA, AIRGA, AIUGA, ATRCA, RIRGA, RIUGA                                                                              |
| B0      | 0x681h | ACXJB, AIUAB, AIUCB, AIUGB, AIUHB, AIUHB, AIXHB, AIXIB, AIXJB, AIXJB, JIUCB, JIUGB, JIUHB, JIXHB, JIXIB, KIUHB, KIXHB, KIXIB, KIXJB, LIUCB, NIUHB |

Barton, Thorton
| Ревізія | CPU Id | Степінг-коди |
| ------- | ------ | --- |
| A2      | 0x6A0h | ADYHA, AIUAA, AQUCA, AQUDA, AQXCA, AQXDA, AQXEA, AQXFA, AQYFA, AQYHA, AQZEA, AQZFA, CQYHA, IQXEA, IQYFA, IQYHA, KQYHA, KQZFA, PQZFA |

## Зміна параметрів процесора
Такі параметри процесорів Athlon XP/MP, як тактова частота, напруга живлення, обсяг включеної кеш-пам'яті другого рівня, підтримка багатопроцесорності, тип процесора (мобільний/настільний) та частота системної шини задаються за допомогою кількох груп контактів, розміщених на підкладці процесора. Контакти можуть бути або замкнені, або перепалені лазером у процесі виробництва процесора.
Розташування контактів на підкладці дозволяє користувачеві змінювати параметри процесора без використання спеціального обладнання, з'єднуючи розірвані контакти, або перерізаючи замкнені, якщо упаковка процесора дозволяє проводити такі маніпуляції.
Нижче наведено список груп контактів та їх функціональність для процесорів Athlon XP/MP на різних ядрах та процесорах Athlon 4.
Palomino, Corvette
- L1 — лінія, відповідальна за зміну коефіцієнта множення.
- L3, L4, L10 — коефіцієнт множення настільних процесорів
- L5 — робота у багатопроцесорних системах, вибір типу процесора (мобільний/настільний).
- L6 — максимальний коефіцієнт множення мобільних процесорів.
- L11 — напруга живлення.

Thoroughbred, Barton и Thorton
- L1 — лінія, відповідальна за зміну коефіцієнта множення.
- L2, L9 — об'єм включеної кеш-пам'яті другого рівня.
- L3 — коефіцієнт множення.
- L5 — робота у багатопроцесорних системах, вибір типу процесора (мобільний/настільний).
- L6 — коефіцієнт множення мобільних процесорів.
- L11 — напруга живлення.
- L12 — частота системної шини.

Також можлива зміна коефіцієнта множення шляхом замикання контактів роз'єму Socket A. Цей спосіб працює у тому випадку, якщо зміна коефіцієнта множення не заблокована. Існує також спеціальний пристрій, що встановлюється між процесором і гніздовим роз'ємом і дозволяє змінювати коефіцієнт множення процесорів Athlon XP з вільним множником.
У пізніх процесорах на ядрах Thoroughbred, Barton і Thorton, випущених після 39 тижня 2003 (а також у деяких процесорах, випущених після 34 тижня), коефіцієнт множення жорстко зафіксований і не може бути розблокований звичайним способом за допомогою контактів групи L1. Проте є можливість зміни типу процесора на «мобільний» із можливістю зміни коефіцієнта множення. Цей метод працює лише на системних платах з чипсетом, підтримуючим зміна множника під час роботи.
Дата випуску процесора визначається за другим рядком маркування: чотиризначне число після літерного коду містить інформацію про рік та тиждень випуску. Так, наприклад, процесор з маркуванням "MIRGA0337VPMW" випущений на 37 тижні 2003 року.

## Виправлені помилки
Процесор є складним мікроелектронним пристроєм, що не дозволяє виключити можливість його некоректної роботи. Помилки з'являються на етапі проектування і можуть бути виправлені оновлення мікропроцесу процесора (заміною BIOS системної плати на більш нову версію), або випуском нової ревізії ядра процесора.
У процесорах Athlon XP на ядрі Palomino та Athlon 4 виявлено 10 різних помилок, 2 з яких виправлені у ревізії A5:
- Помилка очищення сторінки TLB (4 Мб) за допомогою інструкції INVLPG.
- Помилка зміни частоти в мобільних процесорах.

Процесори Athlon XP/MP на ядрі Thoroughbred містили 8 незначних помилок, які або виникали за умов реальної роботи, або впливали на її стабільність, або виправлялися програмно, або обходилися чипсетом. При переході на ядро Barton було виправлено 2 помилки:
- Помилка, що виникає під час читання лічильників продуктивності при введенні некоректного номера лічильника.
- Помилка виклику SMI у режимі налагодження (debug mode).

## Порівняння з конкурентами
Паралельно з Athlon XP існували такі x86-процесори:
- AMD Duron (Morgan и Applebred). Призначався на ринку недорогих настільних комп'ютерів. Поступався процесорам Athlon XP за рахунок меншого обсягу кеша другого рівня і за рахунок менш швидкої системної шини.
- AMD Athlon 64 (ClawHammer, SledgeHammer та NewCastle). Прийшов на зміну Athlon XP як процесор для високопродуктивних систем. Випереджав Athlon XP за рахунок більш прогресивної архітектури, підтримки SSE2 та вбудованого контролера пам'яті.
- Intel Pentium III (Tualatin). Конкурував із процесорами Athlon та Athlon MP (на ринку двохпроцесорних систем). Випереджав конкурентів при роботі в оптимізованих додатках (наприклад, в Adobe Photoshop), а також у додатках тривимірного моделювання за рахунок більш вдалої реалізації AGP в чипсетах Intel, поступаючись їм у завданнях, що вимагають високої пропускної здатності пам'яті (ПСП), та обчислення з рухомою комою .[24]
- Intel Pentium 4 (Northwood). Серйозно поступався Athlon XP на рівних частотах, проте за рахунок архітектури NetBurst мав значно вищий частотний потенціал. У зв'язку з цим компанія AMD була змушена ввести рейтингову систему позначення моделей для процесорів Athlon XP (вища тактова частота Pentium 4 давала йому серйозну перевагу з погляду маркетингу: споживачі купують мегагерці). Pentium 4 випереджали «рівнорейтингові» Athlon XP у додатках, оптимізованих під архітектуру NetBurst, що вимагали наявність підтримки інструкцій SSE2 або високої ПСП, проте значно поступалися обчислення з рухомою комою і неоптимізованих додатках. За рахунок підтримки технології HyperThreading старші Pentium 4 випереджали Athlon XP в додатках, що підтримують багатопроцесорність.
- Intel Pentium 4 (Prescott). З'явився на ринку після виходу Athlon 64, націлений на ринок високопродуктивних систем і тому з процесорами Athlon XP безпосередньо не конкурував. Продуктивність старших моделей процесорів Pentium 4 на ядрі Prescott була значно вищою, ніж продуктивність Athlon XP, за рахунок збільшення максимальної тактової частоти в порівнянні з процесорами Pentium 4 на ядрі Northwood.
- Intel Pentium M и Celeron M. Були подальшим розвитком процесорів Pentium III. Призначалися для мобільних комп'ютерів, мали низьке енергоспоживання і тепловиділення. Pentium M випереджав мобільні процесори Athlon XP більшості в задачах.[25] При використанні у настільних комп'ютерах (за допомогою спеціального перехідника) Pentium M також випереджав і настільні процесори Athlon XP.[26] Процесор Celeron M мав близьку до Pentium M продуктивність, трохи відстаючи від нього.
- Intel Celeron (Tualatin-256, Willamette-128 и Northwood-128). Призначався для ринку недорогих настільних комп'ютерів. Конкурував із процесорами AMD Duron. Поступався процесорам Athlon XP у переважній більшості завдань.
- Intel Celeron D (Prescott-256). Конкурував здебільшого з процесорами AMD Sempron. Загалом приблизно відповідав «рівнорейтинговий» Sempron і поступався Athlon XP. Був швидше конкурентів у кодуванні відео та архівуванні, поступався їм в іграх.[18]
- VIA C3 (Nehemiah) и VIA Eden. Призначалися для комп'ютерів з низьким енергоспоживанням і ноутбуків (C3 та Eden-N) і для інтегрування в системні плати (Eden), мали низьку продуктивність та поступалися конкуруючим процесорам.
- Transmeta Efficeon. Призначався для ноутбуків, мав низьке енергоспоживання та тепловиділення. Поступався більшості завдань мобільним процесорам AMD і Intel, випереджаючи мобільні процесори VIA.[27]

Завдяки нижчій порівняно з конкурентами ціні і досить високій продуктивності, процесори Athlon XP користувалися популярністю серед досвідчених користувачів, багато з яких купували недорогі молодші моделі з метою експлуатації в позаштатних режимах, оскільки це дозволяло досягти продуктивність старшої моделі за значну меншу ціну. Так, наприклад, продуктивність популярного серед оверклокерів процесора Athlon XP 2500+ при підвищенні частоти системної шини з 333 до 400 МГц була рівною продуктивності процесора Athlon XP 3200+ при значно нижчій вартості.
Висока продуктивність процесорів Athlon XP у завданнях, що використовують математичний співпроцесор, дозволяла ефективно використовувати їх не тільки в персональних комп'ютерах, ноутбуках та серверах, а й у суперкомп'ютерах. Так, наприклад, кластер Presto III, побудований у Токійському інституті технологій (GSIC Center, Tokyo Institute of Technology) у 2000 році, спочатку містив 78 процесорів Athlon. Пізніше він був модернізований і з 480 процесорами Athlon MP, які працювали на 1600 МГц, зайняв 47 місце у списку TOP500 за червень 2002 року.
Однак, незважаючи на свої переваги, Athlon XP не був популярним серед більшості користувачів, особливо на корпоративному ринку, з низки причин, зокрема, через агресивну рекламну та маркетингову політику компанії Intel у поєднанні з невдалою маркетинговою політикою компанії AMD, яка через високу тактову частоту процесорів конкурента була змушена ввести рейтинг продуктивності процесорів Athlon XP, що часто вводив недосвідчених користувачів в оману, а через фінансові проблеми не могла ефективно рекламувати свої процесори.

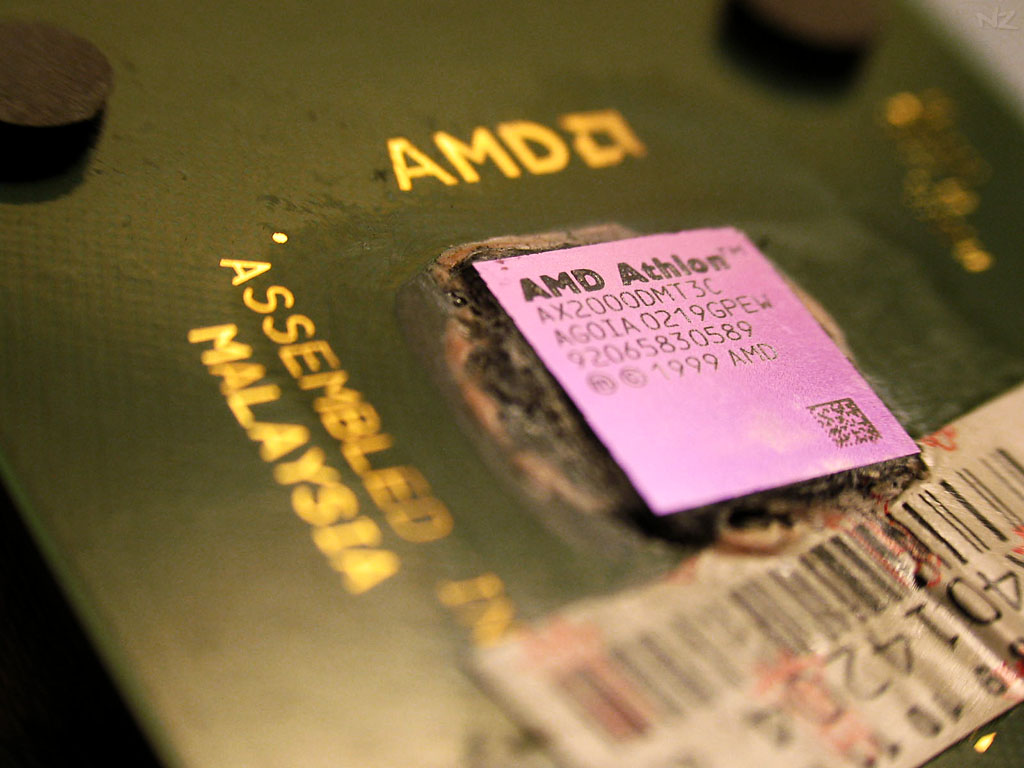
Згорівший Athlon XP (Palomino)

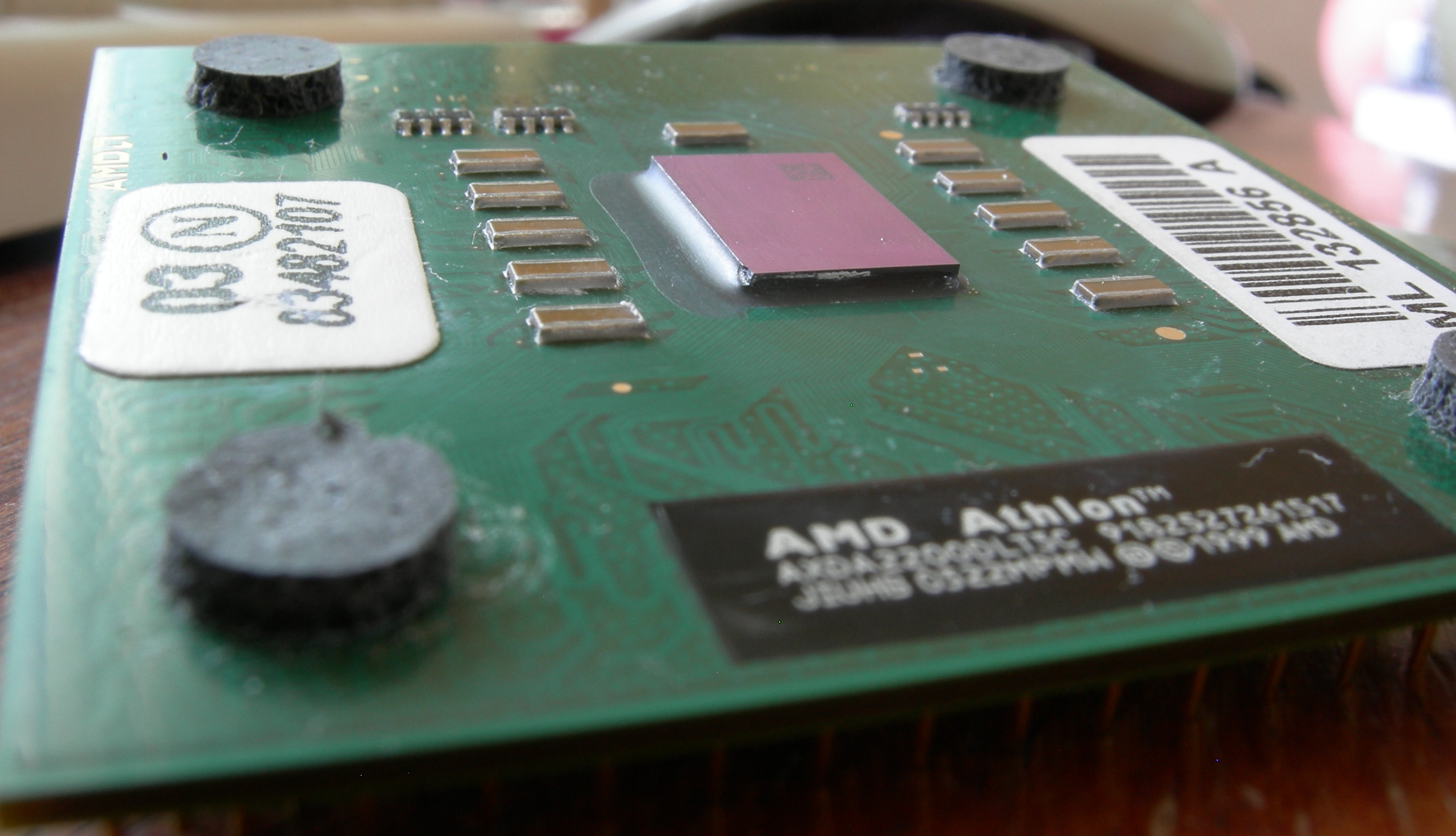
Відкол кристала на Athlon XP (Thoroughbred)

Процесори Athlon XP, на відміну процесорів Athlon, мали вбудовані засоби вимірювання температури ядра. Проте термозахист процесорів (вимикання живлення під час перегріву) здійснювався засобами материнської плати. Деякі виробники материнських плат, особливо в перший час після початку випуску процесорів Athlon XP, порушували рекомендації AMD з термозахисту, що робило захист неефективним при вмиканні без радіатора або руйнуванні його кріплення. У деяких випадках вимірювання температури материнською платою здійснювалося не за допомогою вбудованого термодіода процесора, а за допомогою термодатчика, розташованого під процесором («підсокетний датчик»), та відрізнялося низькою точністю. У ряді випадків датчик не контактував із корпусом процесора, а вимірював температуру повітря біля процесора. Проте ефективність термозахисту в процесорах Athlon XP була достатньою для захисту процесора за звичайних умов експлуатації, захищаючи від таких ситуацій, як зупинка кулера. У той же час установка процесора вимагала деякої кваліфікації: при неправильній установці кулера були можливі механічні та теплові пошкодження (наприклад, якщо перекіс радіатора не привів до виходу процесора з ладу внаслідок відкола, відсутність контакту між кристалом процесора і радіатором може призвести до теплових ушкоджень процесора). Поширена серед недосвідчених користувачів думка про ненадійність процесорів Athlon XP була пов'язана з випадками неправильної установки процесора, з агресивними діями (так, наприклад, у відомому відеоролику Томаса Пабста була представлена малореальна ситуація повної відмови системи охолодження), а також нестачею доступних у продажу ефективних і зручних в установці кулерів перший час після виходу процесорів K7. З появою ефективних кулерів проблема охолодження процесорів K7 перестала існувати.
Незважаючи на те, що ситуація з повною відмовою системи охолодження (наприклад, у разі руйнування кріплення радіатора), змодельована в експериментах, малоймовірна, а у разі виникнення призводить до більш серйозних наслідків (наприклад, до руйнування плат розширення або системної плати внаслідок падіння на них радіатора) незалежно від моделі процесора, результати експерименту Томаса Пабста негативно вплинули на популярність процесорів AMD, а думка про їхню ненадійність набула широкого поширення. Навіть після виходу процесорів Athlon 64, що мають більш ефективну систему захисту від перегріву, а також теплорозподільну кришку, що захищає кристал від відколів, багато користувачів, як і раніше, використовували як аргумент на користь процесорів Pentium 4 ненадійність процесорів компанії AMD.
Тепловиділення Athlon XP (72—79 Вт) значно перевищувало тепловиділення процесорів Pentium III (33 Вт), тому багато користувачів помилково вважали, що процесори Pentium 4 також виділяють менше тепла, ніж процесори Athlon XP. Однак насправді тепловиділення Athlon XP було дещо нижчим, ніж у Pentium 4 (75—89 Вт). Крім того, залучення режиму Bus Disconnect дозволяло значно знизити температуру процесора в моменти простою або неповного завантаження за рахунок відключення буферів системної шини. Для включення даного режиму була потрібна або підтримка його системною платою, або спеціальне програмне забезпечення.

## Положення на ринку
Athlon XP був флагманським процесором компанії AMD для настільних комп'ютерів з моменту виходу у жовтні 2001 року та до появи на ринку процесора Athlon 64 у вересні 2003 року. У момент виходу процесори Athlon XP займали верхню цінову нішу, потім поступово розширювали свою присутність над ринком, витісняючи з нього бюджетні процесори сімейства Duron. Після виходу процесорів Athlon 64 молодші моделі Athlon XP зайняли нижню цінову нішу, а старші середню. У липні 2004 року на зміну процесорам Athlon XP та Duron прийшло нове сімейство бюджетних процесорів – Sempron. При цьому молодші моделі Sempron були процесорами Athlon XP на ядрах Thoroughbred, Barton і Thorton із зміненими рейтингами продуктивності: рейтинги процесорів Sempron відповідали частотам конкуруючих з ними процесорів Intel Celeron (так, наприклад, характеристики процесора Athlon XP 3200+ .

### Ринкові позиції компанії AMD (2001-2003 роки)
Завдяки модернізації процесорів сімейства Duron і виходу перших процесорів Athlon XP, які не поступалися конкуруючим процесорам компанії Intel, а найчастіше їх випереджали, в 2001 році компанії AMD вдалося збільшити свою частку на ринку процесорів архітектури x86 з 18% до 22%, а обсяг продажів процесорів з 2,34 до 2,42 млрд доларів.
У 2002 році компанія AMD зіштовхнулася з низкою труднощів. Технологічні проблеми, що не дозволяли масово випускати процесори Athlon XP на новому ядрі (Thoroughbred) до середини 2002 року (вихід цих процесорів був запланований на початок 2002 року), а також більш висока продуктивність конкуруючих процесорів, призвели до значного скорочення частки ринку компанії AMD і зниження обсягу продажу процесорів. У середині 2002 року присутність компанії на ринку процесорів скоротилася до 18%, а до кінця 2002 року частка AMD становила вже близько 14%. Обсяг продажів процесорів протягом року скоротився більш ніж 30 % (до 1,75 млрд доларів).
Зниження обсягу продажів процесорів у 2002 році, крім технологічних проблем, було викликане також і тим, що для успішної конкуренції з процесорами Intel Pentium 4, компанія AMD була змушена продавати процесори Athlon XP за нижчими цінами, ніж рівні за продуктивністю процесори основного конкурента.  Тому, попри популярність процесорів Athlon XP серед користувачів (зокрема, серед оверклокерів), компанія AMD зазнавала значних збитків.
До кінця 2002 року AMD вдалося налагодити випуск процесорів на ядрі Thoroughbred, а в лютому 2003 року були анонсовані процесори на ядрі Barton. Обсяг продажів процесорів у 2003 року збільшився до 1,96 млрд доларів, а частка компанії на ринку до осені 2003 року, коли було анонсовано перші процесори архітектури K8, становила близько 16 %.

## Дивіться також
- Список мікропроцесорів AMD